# Bataille des îles Lipari
Première guerre punique
Batailles
- Messine
- Agrigente
- Îles Lipari
- Pointe d'Italie
- Mylae
- Sulci
- Tyndaris
- Cap Ecnome
- Adys
- Tunis
- 1re Panormus
- 2e Panormus
- Lilybée
- Drépane
- Phintias
- Drépane
- Mont Héricté
- 1re Mont Eryx
- 2e Mont Eryx
- Îles Égades

La bataille des îles Lipari (ou bataille du port de Lipari) est un affrontement naval qui a lieu en 260 av. J.-C. pendant la première guerre punique. C'est la première rencontre entre les flottes de Carthage et celles de la République romaine pendant cette guerre. Une escadre de 20 navires carthaginois commandé par Boodes qui surprend 17 navires romains sous le commandement du consul principal, Cnaeus Cornelius Scipio Asina, dans le port de Lipari. Les Carthaginois saisissent tous leurs navires aux Romains inexpérimentés et capturent le consul.
Les Romains viennent de construire une flotte pour défier les Carthaginois pour le contrôle de la Méditerranée occidentale, et Scipion s'aventure avec son escadre dans les îles Lipari. La bataille n'est guère plus qu'une escarmouche, mais elle est remarquable pour être le premier engagement naval des guerres puniques et la première fois que des navires de guerre romains s'engagent dans une bataille. Scipion est capturée après la bataille et est connu par la suite sous le nom d'Asina (latin pour « âne »).
La bataille n'était guère plus qu'une escarmouche, mais il s'agit du premier affrontement naval des guerres puniques et de la première fois que des navires de guerre romains livrent une bataille. Les Romains remportent les deux batailles navales qui suivent celle de Lipari, de plus grande importance, et grâce à cela, ils équilibrent la situation de guerre en mer.

## Contexte

Territoires romain et carthaginois lors du déclenchement de la première guerre punique en 264 av. J.-C..

Situation en Sicile entre 264 av. J.-C. et 262 av. J.-C..

Les États de Carthage et de Rome entrent en guerre en 264 av. J.-C., époque à laquelle commence la première guerre punique. Carthage est une puissance maritime bien établie en Méditerranée occidentale ; Rome a récemment unifié l'Italie continentale au sud du fleuve Arno. Cette expansion rend probablement inévitable un affrontement avec Carthage au sujet de la Sicile. La cause immédiate de la guerre est la question du contrôle de la ville sicilienne de Messana (aujourd'hui Messine). Plus largement, les deux camps souhaitent contrôler Syracuse, la cité-État la plus puissante de Sicile.
En 260 av. J.-C., la guerre dure déjà quatre ans et les Romains avancent en Sicile, avec un certain nombre de succès, dont la prise d'Agrigente, une importante base carthaginoise. Cependant, la flotte carthaginoise attaque à plusieurs reprises les zones arrière des Romains à l'Est de la Sicile et même la côte italienne. Le contrôle de la mer par les Romains est également rendu impossible du fait des villes carthaginoises qui se trouvent sur la côte. Les Carthaginois restent attachés à leur tactique traditionnelle consistant à attendre que leurs adversaires s'épuisent, dans l'espoir de récupérer une partie ou la totalité de possessions qu'ils peuvent perdre pendant la guerre et négocier un traité de paix mutuellement satisfaisant.
En réaction aux harcèlements des navires carthaginois sur les côtes italiennes, les Romains décident de construire et d'équiper une flotte de cent quinquérèmes et vingt trirèmes. Le consul romain de l'année 260 av. J.-C., Cnaeus Cornelius Scipion obtient le commandement des dix-sept premiers navires construits et arrive à Messine afin de préparer l'arrivée du reste de la flotte et la traversée du détroit le séparant de la Sicile,.

## Forces en présence

Représentation de la position des rameurs des trois rangs différents dans une trirème grecque.

Pendant la première guerre punique, le navire de guerre standard est la quinquérème. La quinquérème est une galère d'environ 35 à 45 m de longueur sur 5 m de largeur au niveau de l'eau, avec son pont surélevé de 3 m au-dessus de la mer,. L'expert des galères, John Coates, suggère qu'elles pouvaient maintenir 7 nœuds (soit 13 km/h) pendant de longues périodes.
Les navires sont construits comme l'équivalent maritime des cataphractes ou des navires « protégés » — c'est-à-dire entièrement pontés — afin d'être mieux en mesure de transporter des marins et des catapultes,. Ils possèdent une « boîte à rames » séparée attachée à la coque principale où se situent les rameurs. Ces caractéristiques permettent de renforcer la coque, d'augmenter la capacité de charge et d'améliorer les conditions de travail pour les rameurs. Généralement, la théorie acceptée concernant la disposition des rameurs en quinquérèmes est qu'il y aurait des ensembles - ou files - de trois rames, l'une au-dessus de l'autre, avec deux rameurs sur chacune des deux rames les plus hautes et un sur le bas, pour un total de cinq rameurs par file. Cette disposition étant répété sur les vingt-huit files de chaque côté, soit 168 rames au total.

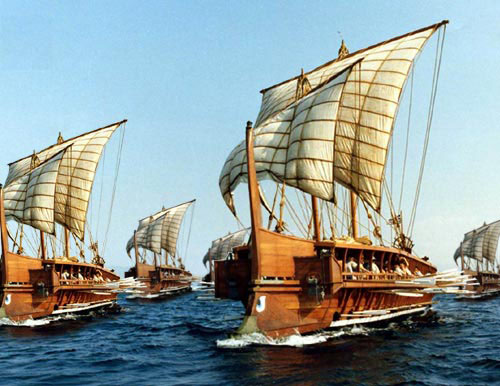
Recréation d'une flotte de trirèmes grecques.

La quinquérème est le « cheval de bataille » des marines romaines et carthaginoises tout au long des guerres puniques, même si les hexarèmes (six rameurs par banc), les quadrirèmes (quatre rameurs par banc) et les trirèmes (trois rameurs par banc) sont également parfois mentionnés. La quinquérème est si omniprésente que Polybe l'utilise comme raccourci pour « navire de guerre » en général. Une quinquérème transporte un équipage de trois cents personnes, dont 280 rameurs et vingt membres d'équipage de pont et d'officiers, elle transporte normalement également un effectif de quarante marins et, si la bataille est considérée comme imminente, ce nombre est augmenté jusqu'à cent vingt,.
Amener les rameurs à ramer en tant qu'unité, ainsi qu'exécuter des manœuvres de combat plus complexes, nécessite un entraînement long et ardu. Au moins la moitié des rameurs doivent avoir un minimum d'expérience pour que le navire soit manœuvré efficacement. Tous les navires de guerre sont équipés d'un éperon, c'est-à-dire un triple ensemble de pales en bronze de soixante centimètres de largeur pesant jusqu'à 270 kg positionnées au niveau de la ligne de flottaison,. Les éperons sont fabriqués individuellement en employant la méthode de la cire perdue pour s'adapter de manière inamovible à la proue d'une galère et fixés avec des pointes de bronze,. L'abordage est devenu de plus en plus courant et a remplacé l'éperonnage comme système d'attaque au cours du siècle précédant les guerres puniques, car les navires plus grands et plus lourds construits à cette époque n'ont pas la vitesse  ni la maniabilité nécessaires pour attaquer l'ennemi, tandis qu'avec la construction plus robuste des navires les coques réduisent l'effet de l'éperon, même en cas de coup direct de celui-ci,.

### Marine carthaginoise

Reconstitution en perspective axonométrique de la poupe d'une quinquérème punique. Les mâts et les voiles ne sont pas dessinés.

Reconstitution en perspective axonométrique de la proue d'une quinquérème punique. Les mâts et les voiles ne sont pas dessinés.

La marine carthaginoise acquiert une « célébrité » pour l'époque. Elle se compose principalement de trirèmes composées de deux cents marins et de quinquérèmes comportant trois cents marins. La voile est utilisée pendant les traversées afin de ne pas épuiser les rameurs et les gros navires sont utilisés en priorité. D'après Polybe, les navires puniques semblent plus rapides et plus agiles que leurs homologues romains. Les navires carthaginois possèdent deux gouvernails et deux timoniers.
Le pin, un bois léger, est utilisé pour la construction, puis l'assemblage est assuré par les charpentiers. Les navires sont construits en mode préfabriqué, c'est-à-dire en préparant des pièces à la chaîne et en les numérotant par un mot ou une lettre. D'après W. Johnstone, le « W » ou le « WW » désignant le ou les clous et « BHR » la quille. L'assemblage s'effectue de la manière suivante : la quille, puis la coque, sont assemblées, puis les ouvriers assemblent les planches de la coque (appelées virures) avec les clous et les chevilles.
Lors des batailles navales, la disposition est la même que lors des batailles terrestres à savoir que les escadres se divisent en un centre et deux ailes. Les amiraux ont le choix entre deux tactiques : soit envelopper une aile, soit séparer une aile de son centre. L'attaque des navires adverses peut s'effectuer de deux manières différentes en utilisant au choix l'artillerie, qui cause des dégâts dans la coque et sur le pont du navire ennemi, ou l'éperonnage en heurtant un navire sur son flanc sous la ligne de flottaison. Les capitaines des navires carthaginois privilégient le recours au diecplus, qui consiste à briser les rames de l'adversaire puis à l'éperonner.
Les marins puniques pratiquent peu l'abordage, sauf s'ils y sont contraints. Toutefois, des fantassins sont parfois sur les navires afin d'être débarqués en territoire ennemi pour y faire des ravages et des pillages, avant d'être rembarqués.

### Marine romaine

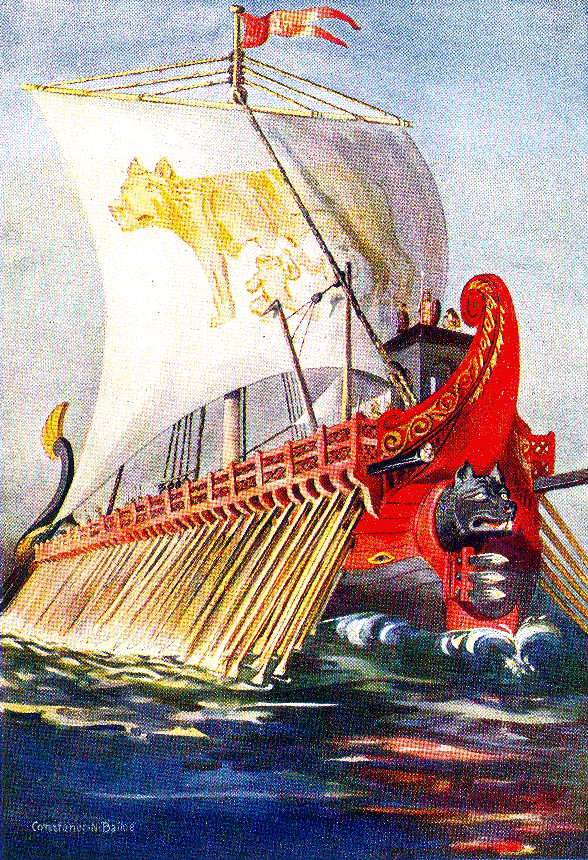
Représentation d'une quinquérème romaine par James Bikie en 1925.

Les socii navales de Rome lors du commencent de la première guerre punique en 264 av. J.-C..

Pour la période de la première guerre punique, nos connaissances sont moins importante concernant la marine romaine par rapport à son homologue punique, principalement en raison du manque de découvertes de galères romaines de cette époque par les archéologues.
En 261 av. J.-C., les Romains commencent la construction d'une flotte : trois versions de cet évènement sont alléguées. Pour la première version, ils auraient utilisé une quinquérème carthaginoise naufragée comme modèle. Le manque d'expérience en matière de construction navale a pour conséquence la construction d'exemplaires plus lourds que les navires carthaginois, les rendant plus lents et plus difficiles à manœuvrer. Pour la deuxième version, les socii navales auraient prêté à Rome les architectes, les charpentiers et les premiers pilotes des navires. Les Romains auraient également effectué leurs premiers entraînements à la rame sur terre.
La troisième version est privilégiée par Yann Le Bohec, pour lui, Rome après la prise de Tarente en 272 av. J.-C., doit défendre six mille kilomètres de littoral en Italie, et la gestion de la piraterie, des ports, de la pêche et du commerce nécessite donc déjà de disposer d'une flotte de guerre. La création d'un duovirat appelé duumviri navales apparaît d'ailleurs dès 311 av. J.-C., puis en 267 av. J.-C., la flotte passe sous commandement d'une nouvelle magistrature dénommée les quæstores classici ou questeurs de flotte, qui agissent comme des amiraux. Les socii navales (Locres, Néapolis, Tarente et Vélie) fournissent des navires dès 264 av. J.-C., puis Syracuse rejoint le mouvement à partir de 261 av. J.-C.. Dès le début de la guerre, la composante romaine est majoritaire dans la direction des opérations, dans l'encadrement et au niveau des légionnaires embarqués. Les chantiers navals construisent vingt trirèmes et cent quinquérèmes.
Les historiens pensent donc que les escadres romaines sont comparables aux escadres puniques pour cette époque : les trirèmes et les quinquérèmes sont majoritairement utilisées. Elles comportent trois cents rameurs et cent vingt soldats, principalement fournis par les socii navales de Rome et parfois complétés par les légionnaires romains. La tactique navale des Romains à cette époque reste rudimentaire et leurs navires restent moins maniables que ceux des Carthaginois.

## Bataille

### Préparatifs et mouvements

Mouvements des flottes romaine et punique vers Lipari.

La tradition romaine établit que le commandement des armées est octroyé à deux hommes élus annuellement, les consuls,. Le patricien Cnaeus Cornelius Scipio, consul principal de l'année, reçoit le commandement de la flotte et prend la mer avec les 17 premiers navires construits,. Auparavant, les Romains n'ont jamais construit de navires de guerre, l'escadre passa un certain temps à s'entraîner dans les eaux tenues par la République romaine avant de se diriger vers Messine,. En arrivant à Messine, les Romains y jettent l'ancre en attendant l'arrivée du gros de la flotte tout en facilitant la traversée de l'armée de terre vers la Sicile,.
Pendant que Cnaeus Cornelius Scipio entraîne ses marins dans le détroit, il reçoit l'information selon laquelle la garnison de Lipara souhaite passer dans le camp romain,. Lipari étant le principal port des îles Lipari et constitue une menace constante pour les communications romaines dans le détroit de Messine,. Même si ses équipages sont encore inexpérimentés et que les navires nouvellement conçus et construits subissent encore des essais en mer, le consul ne peut résister à la tentation de conquérir une grande ville sans combat et décide de mettre le cap sur Lipari,. Des sources anciennes suggèrent que la possibilité de prendre Lipari est une ruse issue de Carthage pour encourager les Romains à conduire leurs navires là où ils peuvent être pris en embuscade, mais les sources sont rares sur les détails et sont souvent proromaines,.

### Affrontement

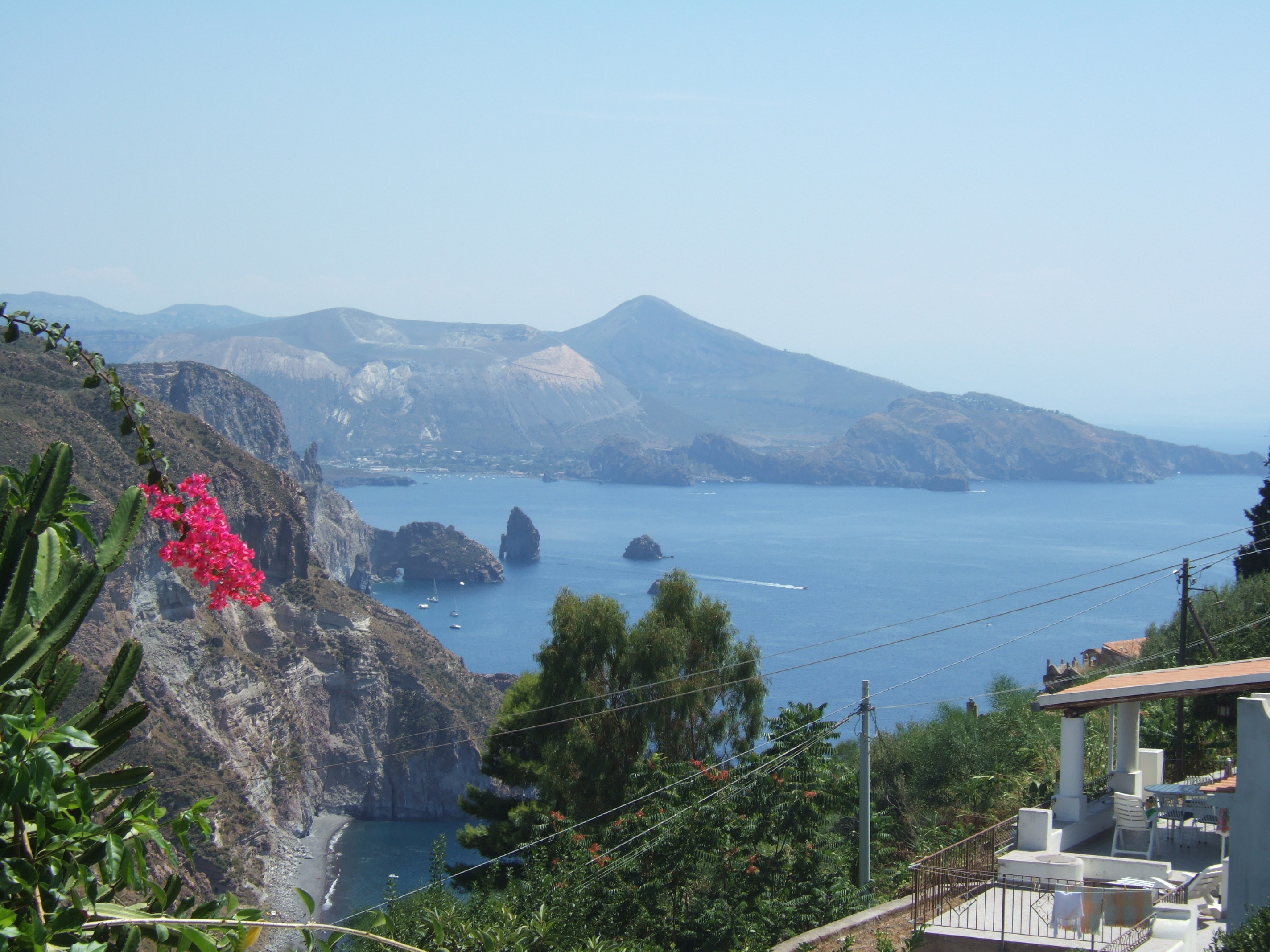
Panorama de Lipari.

A l'arrivée de l'escadre romaine, les Romains entrent dans le port de Lipari,,. À ce moment, la flotte carthaginoise est sous le commandement d'Hannibal Gisco, le général qui commande la garnison d'Agrigente et dont le quartier général se situe à Panormus à une centaine de kilomètres de Lipari,,. Lorsqu'il entend parler de l'avancée romaine vers Lipari, il envoie vingt navires sous les ordres de Boodes, un aristocrate carthaginois, dans la ville,,. Les Carthaginois arrivent de nuit et enferment les Romains dans le port ; Boodes s'est arrangé pour que ses navires attaquent l'escadre ennemie le lendemain matin,,. Les marins de Scipion offrent peu de résistance : l'avantage des marins vétérans carthaginois sur des Romains novices est évident, les Carthaginois vainquent rapidement,,.
Des Romains paniquent et fuient vers l'intérieur des terres et le consul lui-même est fait prisonnier, avec de nombreux autres hauts fonctionnaires romains,,. Des récits ultérieurs disent que les Carthaginois capturent traîtreusement Cnaeus Cornelius Scipio alors qu'ils parlaient, mais il s'agit probablement d'une invention romaine,,. Tous les navires romains sont capturés, la plupart avec peu de dégâts,,. La bataille n'était guère plus qu'une escarmouche, mais il s'agit du premier affrontement naval des guerres puniques et de la première fois que des navires de guerre romains livrent une bataille.

## Conséquences
Plus tard, Cnaeus Cornelius Scipio est libéré, probablement contre rançon,. Sa défaite facile lui vaut le surnom péjoratif Asina, latin pour âne,. Ce cognomen est plus insultant car « asina » est la forme féminine du mot « âne », par opposition à la forme masculine « asinus »,. Malgré cela, la carrière de Scipion prospère et il devient consul pour la deuxième fois en 254 av. J.-C.,.
Hannibal Gisco rencontre le gros de la flotte ennemie en reconnaissance, peu de temps après la victoire de Lipari ; il parvient à s'échapper, bien qu'il perde la plupart de ses cinquante navires,. Après cette escarmouche, les Romains installent une nouvelle invention sur leurs navires : le corvus,. Ce nouvel élément est un pont de 1,2 m de largeur et 11 m de longueur, avec à sa base une grosse et lourde pointe conçue pour percer et s'insérer dans le pont des navires ennemis, facilitant ainsi l'abordage de l'infanterie de la marine.
| Schéma montrant le plan global du système d'abordage corbeau sur un navire romain. |
| Schéma du corbeau ou corvus.                                                       |

| Trois schémas montrant l'abordage d'un navire punique par l'intermédiaire d'un corbeau romain. |
| Fonctionnement du corvus.                                                                      |

| Schéma montrant une hypothèse de restitution proposée par Lionel Casson concernant le corvus. |
| Proposition de restitution du système d'abordage corvus par Lionel Casson.                    |

Cette même année, l'autre consul, Caius Duilius, confie le commandement des unités de l'armée terrestre à ses subordonnés et assume le commandement de la flotte avec l'intention de rechercher l'ennemi et de livrer bataille. Les deux flottes se rencontrent au large de Mylae, où se déroule la bataille éponyme. Hannibal Gisco dirige 130 navires, et l'historien John Francis Lazenby estime que Caius Duilius en possède à peu près le même nombre. Les Romains l'emportent sur les Carthaginois grâce au corvus et capturent cinquante de leurs navires.

## Suites

Situation en Sicile entre 258 av. J.-C. et 256 av. J.-C..

La guerre dure encore dix-neuf ans avant de se terminer par une défaite carthaginoise et une paix négociée,.

## Historiographie et archéologie

### Polybe
La principale source de presque tous les aspects de la première guerre punique est Polybe vivant au IIe siècle av. J.-C., un Grec envoyé à Rome en 167 av. J.-C. en tant qu'otage,. Ses ouvrages comprennent un manuel aujourd'hui perdu sur les tactiques militaires, mais il est principalement connu pour les Histoires, écrites après 146 av. J.-C., soit environ un siècle après la bataille,. L'œuvre de Polybe est considérée comme objective et neutre entre les points de vue carthaginois et romain,.
Les archives écrites carthaginoises étant détruites avec leur capitale, Carthage, en 146 av. J.-C., le récit de Polybe sur la première guerre punique est basé sur diverses sources grecques et latines, aujourd'hui perdues. Polybe est un historien analytique et, dans la mesure du possible, interroge personnellement les participants aux événements sur lesquels il écrit,. Seul le premier des quarante livres se nommant Histoires traite de la première guerre punique. La précision du récit de Polybe qui écrit un siècle et demi après les évènements a amené des débats mais le consensus moderne est de l'accepter en grande partie, et les détails de la bataille dans les sources modernes sont presque entièrement basés sur des interprétations de son récit,,. L'historien moderne Andrew Curry considère que « Polybe est tout à fait digne de confiance » tandis que Dexter Hoyos le décrit comme un « historien remarquablement bien informé, travailleur et perspicace ».
Concernant cette bataille, Polybe évoque dans son livre I de ses Histoires les mouvements de la flotte romaine commandée par Cnaeus Cornelius Scipio Asina, la fuite des troupes romaines à Lipari et la capture du consul.

### Autres auteurs classiques
D'autres récits postérieurs à la guerre existent, mais sous une forme fragmentaire ou abrégée,, et traitent généralement des opérations militaires sur terre plus en détails que sur mer. Les historiens modernes tiennent aussi souvent compte des histoires postérieures de Diodore de Sicile et de Dion Cassius, bien qu'Adrian Goldsworthy déclare que « le récit de Polybe est généralement préféré lorsqu'il diffère de n'importe lequel de nos autres récits ».
Les sources qui traitent de cette bataille sont rares et très souvent proromaines,. Tite-Live, historien romain du Ier siècle av. J.-C. et du Ier siècle, mentionne seulement la fuite des équipes et la capture du consul dans son œuvre periochae. Eutrope, fonctionnaire et historien romain du IVe siècle dans le livre II de son Abrégé de l'histoire romaine évoque les mêmes éléments.

### Archéologie

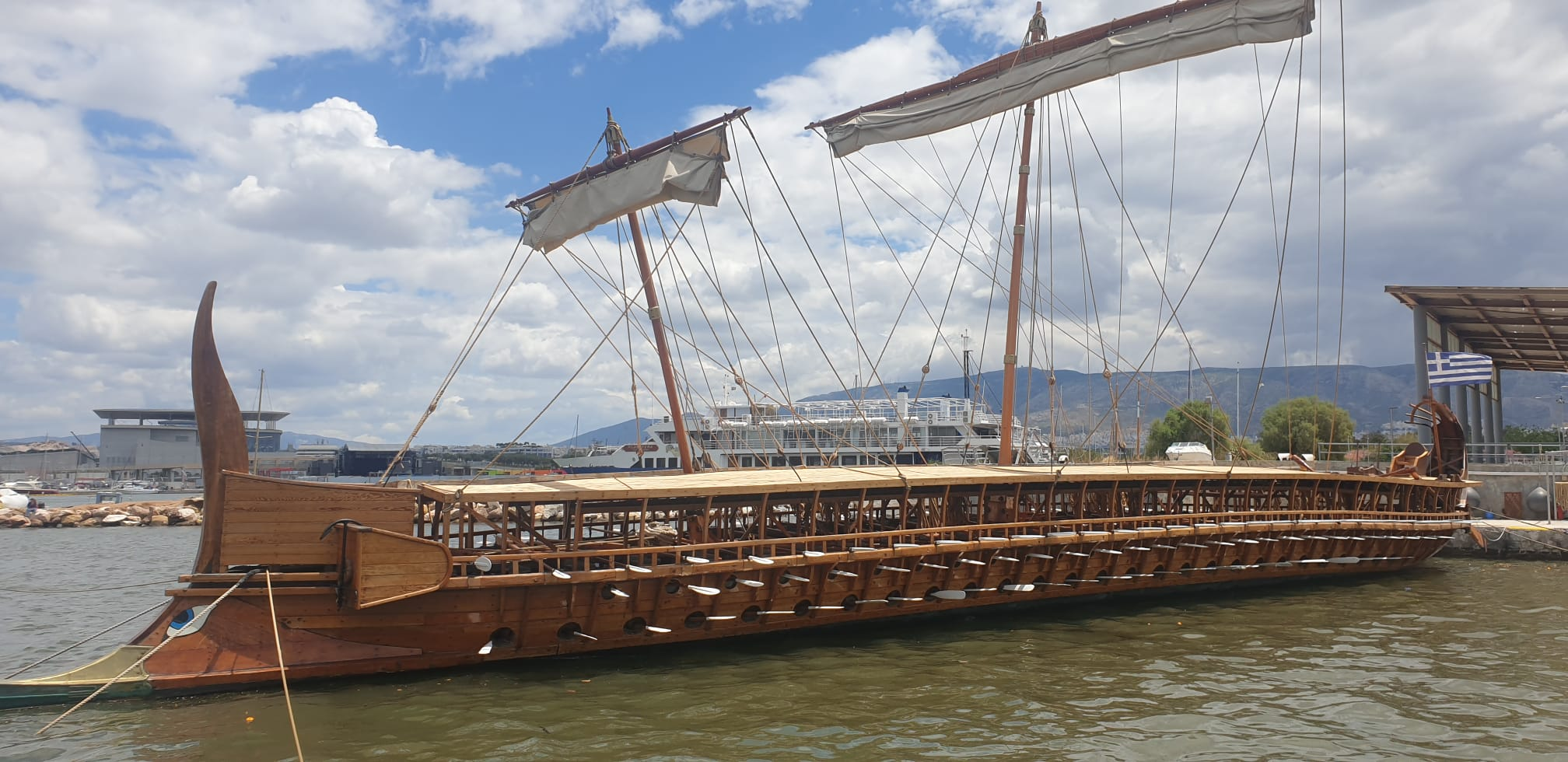
Reconstitution de la trière Olympias.

D'autres sources incluent des inscriptions, des données archéologiques, des reconstructions telles que la trirème d'Olympias. Depuis 2010, divers artefacts sont récupérés sur le site de la bataille des îles Égades, la bataille finale de la guerre qui se déroule dix-huit ans plus tard dans un lieu près de Lipari, et actuellement, son analyse et la récupération d'autres éléments sont en cours.

#### Fonds anciens
- Eutrope, Abrégé de l'histoire romaine (lire sur Wikisource). .
- Polybe, Histoires. .
- Tite-Live, Periochae (lire sur Wikisource). .

#### Ouvrages
- (en) Nigel Bagnall, The Punic Wars : Rome, Carthage and the Struggle for the Mediterranean, Londres, Pimlico, 1999 (ISBN 978-0-7126-6608-4). .
- (en) Adrian Goldsworthy, The Fall of Carthage : The Punic Wars 265–146 BC, Londres, Phoenix Books, 2006 (ISBN 978-0-304-36642-2). .
- (en) William Harris, War and Imperialism in Republican Rome, 327-70 BC, Oxford, Clarendon Press, 1979 (ISBN 978-0-19-814866-1). .
- (en) Lisa Irene Hau, Moral History from Herodotus to Diodorus Siculus, Edinbourgh, Edinburgh University Press, 2016 (ISBN 978-1-4744-1107-3). .
- (en) Dexter Hoyos, A Companion to the Punic WarsChichester, Chichester, John Wiley, 2015 (1re éd. 2011) (ISBN 978-1-1190-2550-4). .
- (en) John Francis Lazenby, The First Punic War : A Military History, Stanford, Stanford University Press, 1996 (ISBN 978-0-8047-2674-0). .
- Yann Le Bohec, Histoire militaire des guerres puniques : 264-146 av. J.-C., Editions du Rocher, coll. « L'art de la guerre », 1996 (ISBN 2-268-02147-5). .
- Yann Le Bohec, Histoire des guerres romaines : Milieu du VIIIe siècle av. J.-C.-410, Tallandier, coll. « L'art de la guerre », 2017, 610 p. (ISBN 979-10-210-2300-0). .
- (en) William M. Murray, The Age of Titans : The Rise and Fall of the Great Hellenistic Navies, Oxford, Oxford University Press, 2011 (ISBN 978-0-19-993240-5). .
- (en) Richard Miles, Carthage Must be Destroyed, Londres, Penguin, 2011 (ISBN 978-0-14-101809-6). .
- (en) Jeffrey G. Royal et Sebastiano Tusa, The Site of the Battle of the Aegates Islands at the End of the First Punic War : Fieldwork, Analyses and Perspectives, 2005–2015, Rome, L'Erma di Bretschneider, 2019 (ISBN 978-88-913-1835-0). .
- (en) F. W. Walbank, Polybius, vol. 1, Berkeley, University of California Press, 1990 (ISBN 978-0-520-06981-7). .
- (en) Herman Tammo Wallinga, The Boarding-Bridge of the Romans, Groningen, J.B. Wolters, 1956. .
- (en) Brian Herbert Warmington, Carthage, New York, Barnes & Noble, 1993 (1re éd. 1960) (ISBN 978-1-56619-210-1). .

#### Articles
- (en) Cristina Andrei et Decebal Nedu, « Lipara and Mylae. The first naval battles in the war of Sicily (260 B.C.) », Constanta Maritime University’s Annals, vol. 13,‎ 2012, p. 23-26 (ISSN 2067-0427).
- (en) Andrew Curry, « The Weapon That Changed History », Archaeology, vol. 65, no 1,‎ 2012, p. 32-37 (JSTOR 41780760). .
- (en) Rowland Shutt, « Polybius: A Sketch », Greece & Rome, vol. 8, no 22,‎ 1938, p. 50-57 (JSTOR 642112). .
- (en) George Kelly Tipps, « The Battle of Ecnomus », Historia: Zeitschrift für Alte Geschichte, vol. 34, no 4,‎ 1985, p. 432-465 (JSTOR 4435938). .
- (en) Sebastiano Tusa et Jeffrey Royal, « The Landscape of the Naval Battle at the Egadi Islands (241 B.C.) », Journal of Roman Archaeology, vol. 25,‎ 2012, p. 7-48 (lire en ligne, consulté le 20 mai 2023). .

#### Chapitres
- (en) John Coates, « The Naval Architecture and Oar Systems of Ancient Galleys », dans Robert Gardiner, Age of the Galley: Mediterranean Oared Vessels since Pre-Classical Times, Londres, Chrysalis, 2004 (ISBN 978-0-85177-955-3), p. 127-141. .
- (en) Boris Rankov, « A War of Phases: Strategies and Stalemates », dans Dexter Hoyos, A Companion to the Punic Wars, Oxford, Wiley-Blackwell, 2011 (ISBN 978-1-4051-7600-2), p. 149-166. .
- (en) Philip de Souza, « Naval Forces », dans Philip Sabin, Hans van Wees et Michael Whitby, The Cambridge History of Greek and Roman Warfare, vol. 1 : Greece, the Hellenistic World and the Rise of Rome, Cambridge, Cambridge University Press, 2008 (ISBN 978-0-521-85779-6), p. 357-367. .